# Civil and Military Gazette
Civil and Military Gazette was een Engelstalige krant in India en Pakistan. Het dagblad werd in 1872 in Lahore en Simla opgericht in wat toen nog Brits-Indië was. De krant kwam voort uit een fusie tussen enkele bladen in Calcutta en Lahore. De krant verscheen (soms gelijktijdig) in Lahore (1872-1963), Simla (1872-1949) en Karachi (1949-1953). Eén van de redacteuren was de Britse schrijver en dichter Rudyard Kipling, die in het blad 28 verhalen publiceerde, later uitgekomen in de bundel 'Plain Tales from the Hills'. Kipling was bij de krant betrokken in de periode 1882-1887, hierna ging hij werken voor een zusterkrant van het dagblad, The Pioneer in Allahabad. Civil and Military Gazette verdween uiteindelijk in 1963, toen de krant alleen nog uitkwam in Lahore.